# Intercambiador Ōzukita
El Intercambiador Ōzukita (大洲北インターチェンジ Ōzukita-intāchenji?) es un intercambiador que se encuentra en la Ciudad de Ōzu de la Prefectura de Ehime. Es el primer intercambiador de la Ruta Ōzu desde el norte.

## Características
Es un intercambiador parcial que sólo permite acceder a la Ruta Ōzu en sentido hacia el Intercambiador Uwajima de la Autovía de Matsuyama o descender viniendo de ella. 
Para dirigirse hacia la Ciudad de Matsuyama se debe utilizar el Intercambiador Ōzu de la Autovía de Matsuyama.

## Alrededores del intercambiador
- Departamento de Policía de Ōzu (大洲警察署 Ōzu-keisatsushō?)
- Monte Tomisu (冨士山 Tomisu-yama?)

## Intercambiador anterior y posterior
- Autovía de Matsuyama

Intercambiador Ōzu << Intercambiador Ōzukita
- Ruta Ōzu

Intercambiador Ōzukita >> Intercambiador Ōzutomisu